# Церковь Святого Франциска (Гронинген)
Церковь Святого Франциска (нидерл. Sint-Franciscuskerk) — римско-католическая церковь в нидерландском городе Гронинген. Одно из красивейших зданий города, построенное в 1934 году. Является муниципальным памятником архитектуры Гронингена.

## История
Здание является одной из двух церквей, используемых приходом Синт-Мартинус в Гронингене.
В 1930 году в Остерпарквейке, в то время ещё новом районе нидерландского города Гронинген, был основан римский приход. По совету Павла Беллу, в качестве архитектора для строительства новой христианской католической церкви был нанят Хендрик Кристиан Ван де Лёр. Он спроектировал авторское архитектурное здание с чистыми линиями. Строение имеет квадратную в плане колокольню с шатровой медной крышей. 
Первый камень в фундамент был заложен в День подарков (26 декабря) в 1932 году. В январе 1934 года здание церкви было построено и освящено. Церковь посвящена Франциску Ассизскому, статуя которого, выполненная скульптуром Германом ван Ремменом, установлена на башне.
Реставрационные работы в церкви были выполнены в период с 1996 по 2000 год. 
Здание, как и прилегающий к нему дом приходского священника, является муниципальным памятником архитектуры. 

## Особенности церкви
При строительстве церкви Святого Франциска в Гронингене был использован цветной кирпич, выполнена декоративная кладка. Широкий неф перекрыт шестью параболическими арками. 
Большинство скульптур в церкви созданы Германом ван Ремменом. Примерно в 1943 году он изваял статуи Антония Падуанского, Жерардо Маеллы, Иосифа, Терезы и Франциска Ассизского. Более раннее творение этого автора, относящееся к 1933 году, — Пьета, находящаяся в часовне.. 
Голландский живописец Йоп Николас создал витражи, отображающие историю жизни святого Франциска. Нидерландская ювелирная компания «Edelsmidse Brom», специализирующаяся на выполнении ритуальных предметов из драгоценных металлов для Римско-католической церкви, изготовила серебряные изделия для алтаря и двух статуй в гронингенском храме. Все алтари в церкви спроектированы Яном Элоем Бромом (1891—1954).

## Фотогалерея

Виды церкви
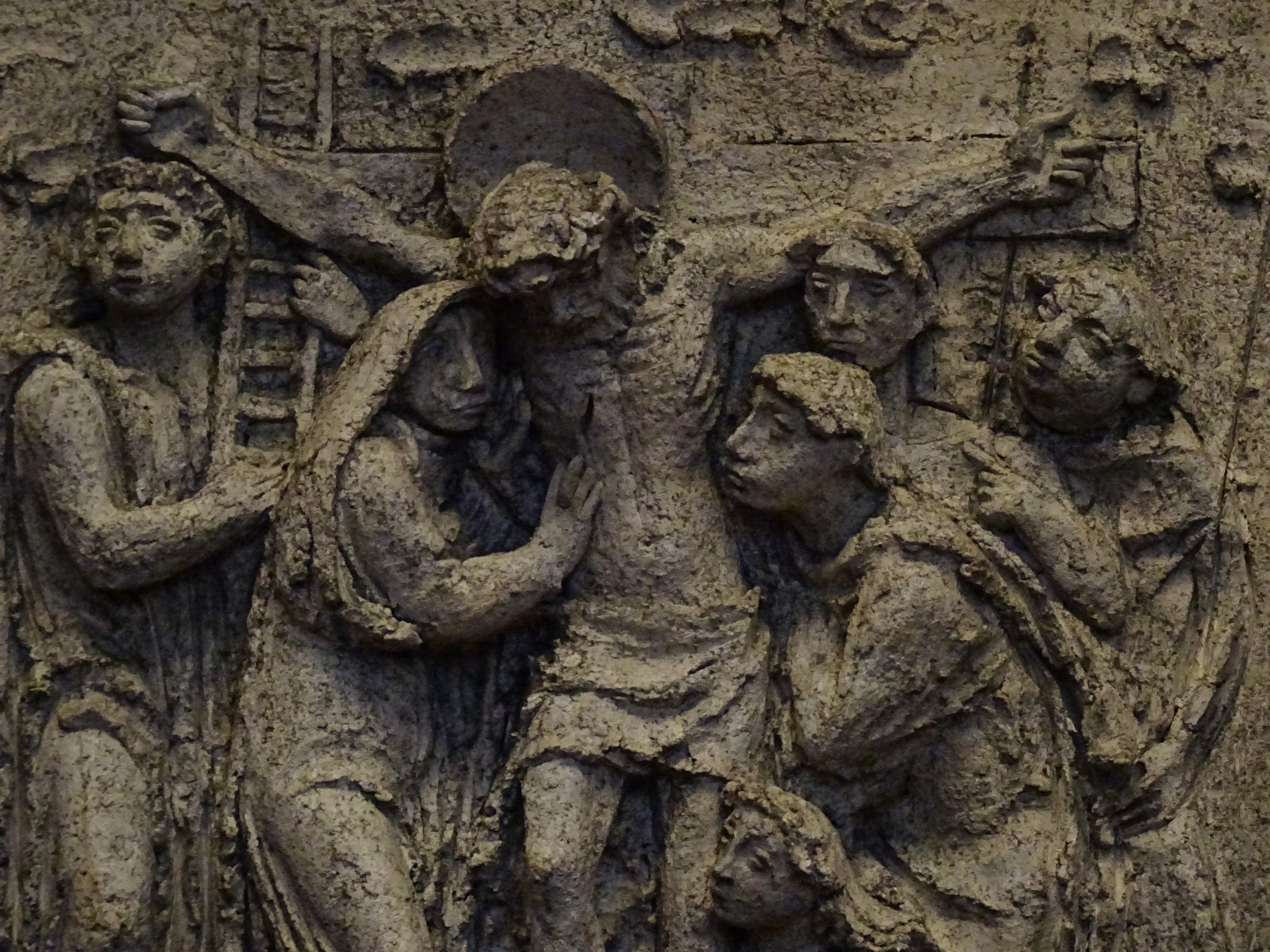
Скульптуры фасада церкви
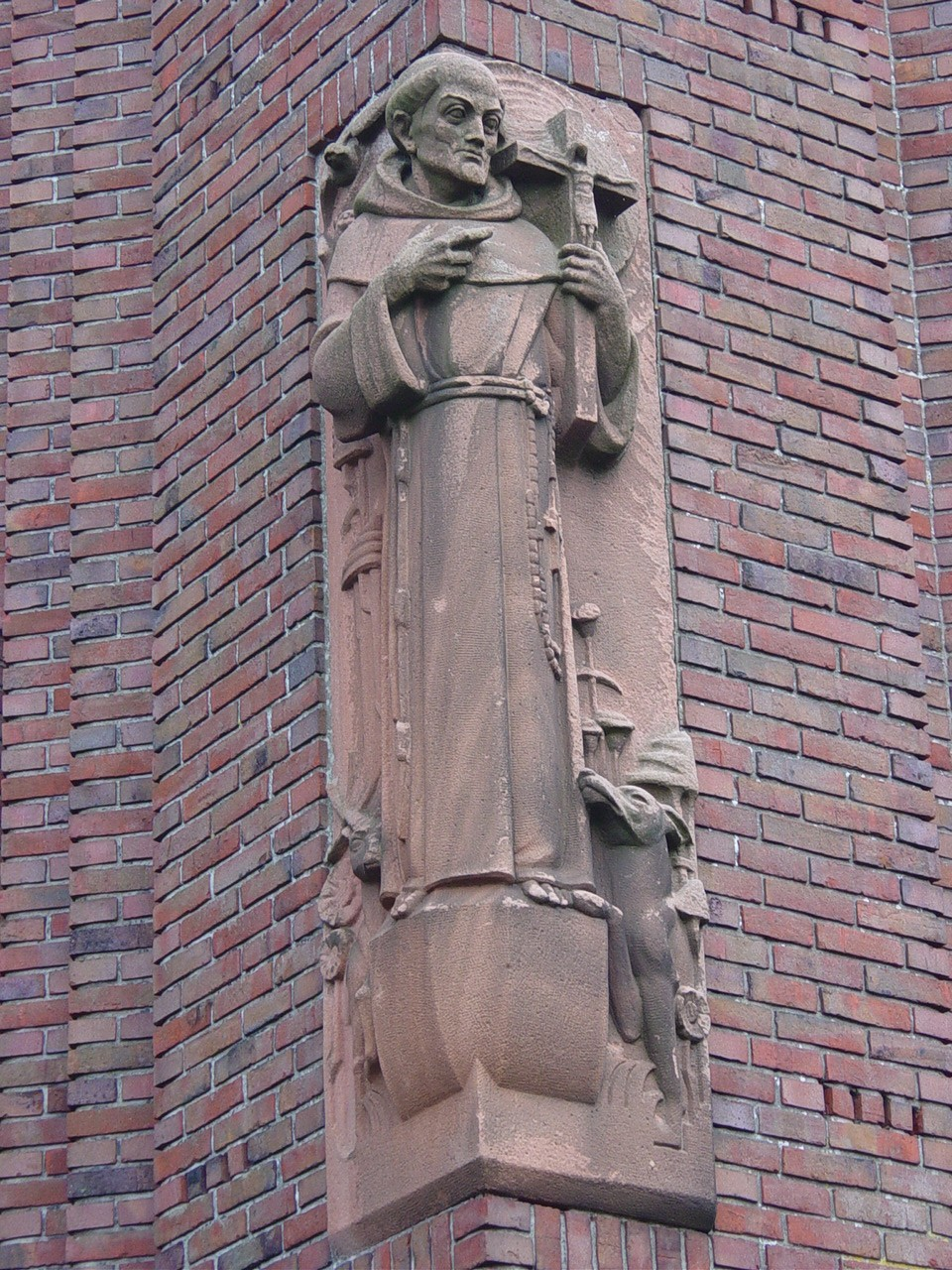
Статуя
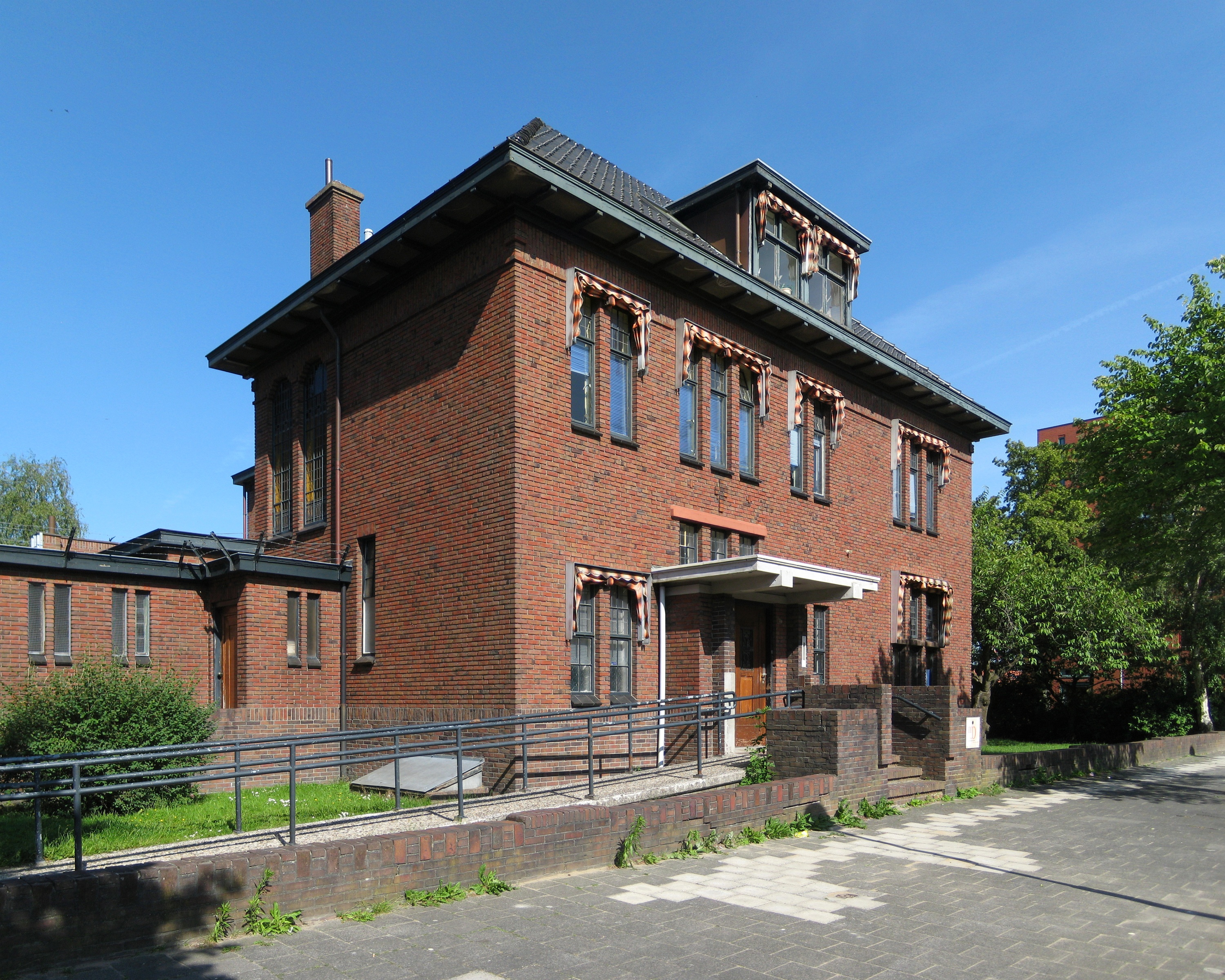
Дом священника
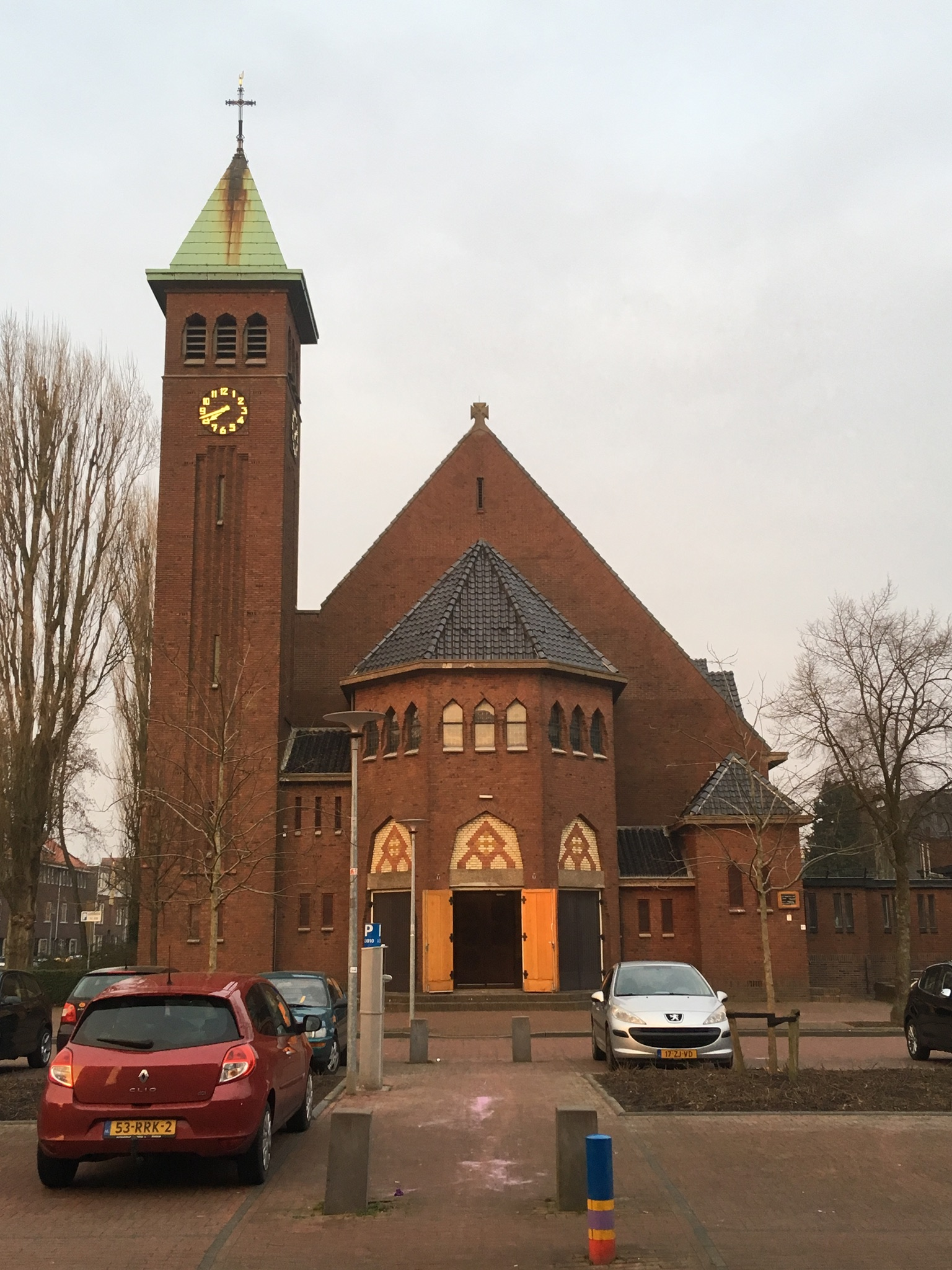
Центральный фасад церкви